# Saba Qom FC
El Saba Qom Football Club es un equipo de fútbol de Irán que juega en el Iran Pro League, la liga de fútbol más importante del país.
Fue fundado en el 2002 en la ciudad de Qom, formando parte del Saba Battery Club, propiedad de Saba Battery Co., la cual está bajo control del Ministerio de Defensa de Irán. Cuenta con representación en baloncesto y fútbol sala.

## Palmarés
- Azadegan League: 1

2003-04
- Copa Hazfi: 1

2005
- Super Copa Iraní: 1

2005

## Participación en competiciones de la AFC
- Liga de Campeones de la AFC: 3 apariciones

2006 - Primera Ronda
2009 - Primera Ronda
2013 - Primera Ronda

## Entrenadores
| - Parviz Mazloumi (2002–04) - Milan Živadinović (2004–05) - Majid Jalali (2005) - Mohammad Hossein Ziaei (2005–06) - Farhad Kazemi (2006) - Mohammad Hossein Ziaei (noviembre de 2006-marzo de 2008) - Yahya Golmohammadi (marzo de 2008) - Firouz Karimi (julio de 2008-junio de 2009) - Mohammad Hossein Ziaei (julio de 2009-noviembre de 2009) - Rasoul Korbekandi (noviembre de 2009-junio de 2010) | - Mahmoud Yavari (julio de 2010-noviembre de 2010) - Abdollah Veysi (diciembre de 2010-mayo de 2012) - Yahya Golmohammadi (julio de 2012-septiembre de 2012) - Samad Marfavi (octubre de 2012-) |

## Jugadores destacados
| - Almir Tolja - Morteza Asadi - Hadi Asghari - Sohrab Bakhtiarizadeh - Mohsen Bayatinia - Ali Daei - Fereydoon Fazli - Yahya Golmohammadi - Davoud Haghi - Abolfazl Hajizadeh - Sattar Hamedani | - Saeed Khani - Adel Kolahkaj - Mohammad Navazi - Alireza Vahedi Nikbakht - Mohammad Nouri - Gholamreza Rezaei - Hadi Tabatabaei - Javad Zarincheh |

## Gerentes Anteriores
- Abbas Moradi (2002)
- Mojtaba Tabatabaei (2002–03)
- Ahmad Shahryari (2003–08)
- Ebrahim Torki (2008)
- Karimi Malahi (2008–09)

## Enlaces externos

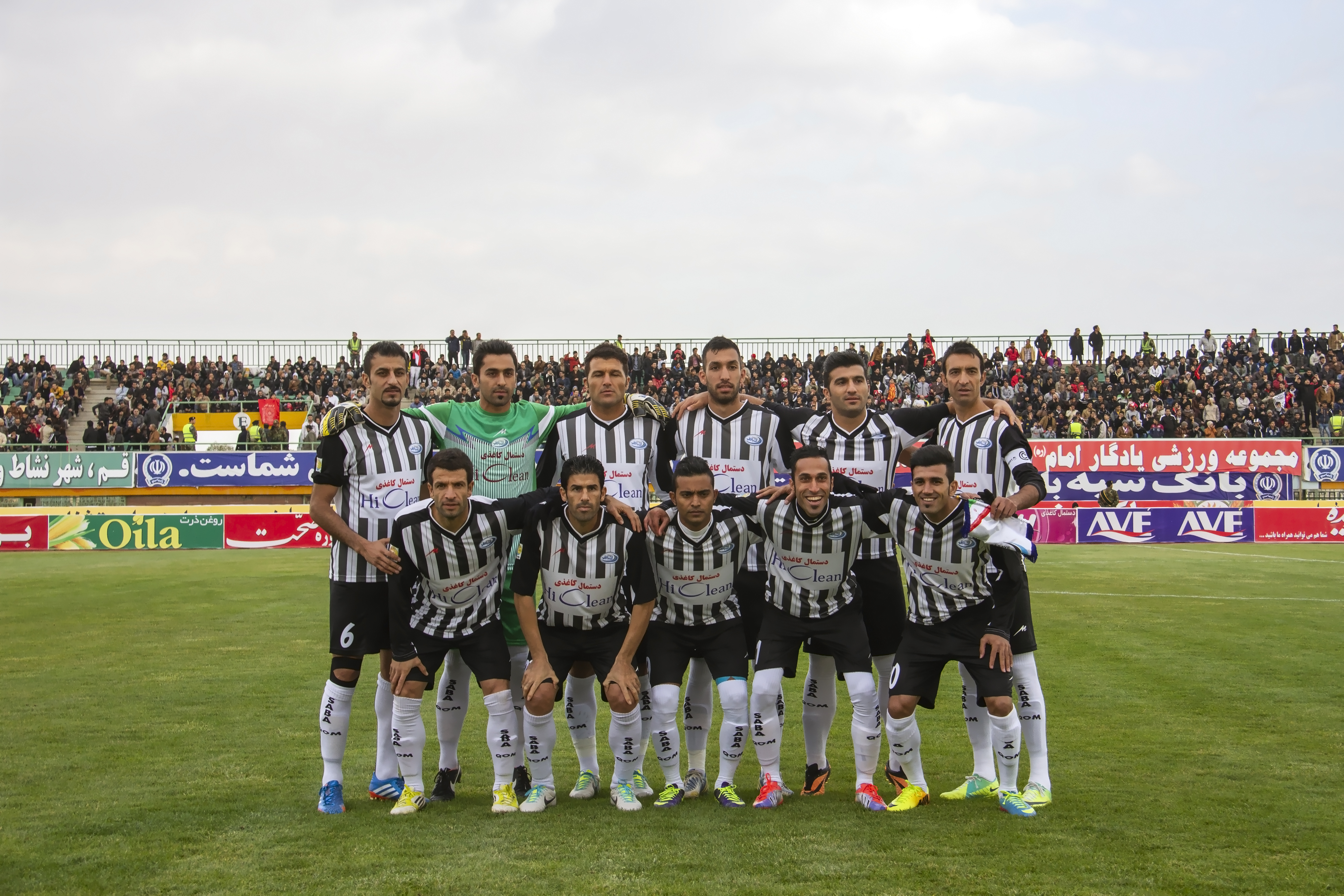
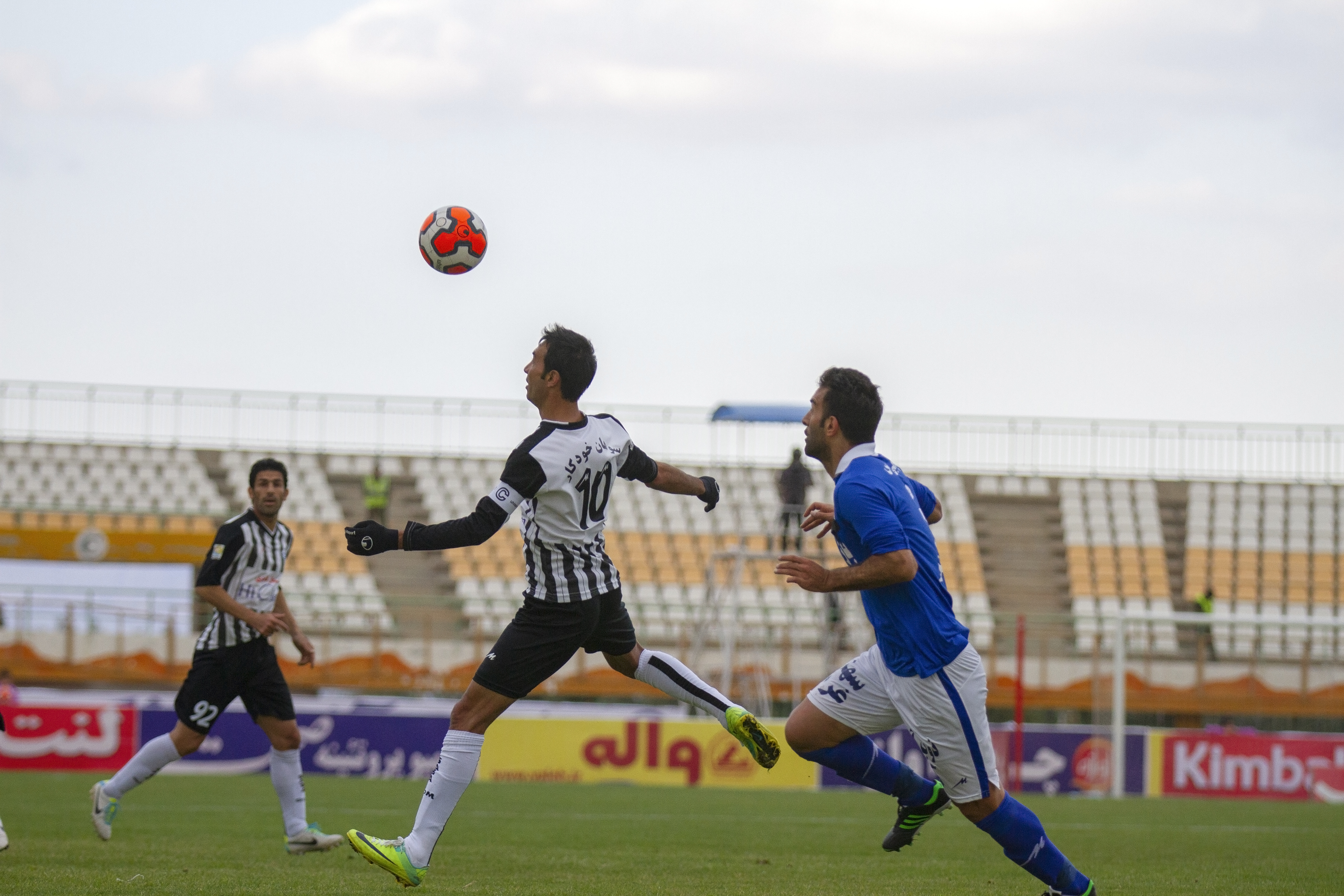
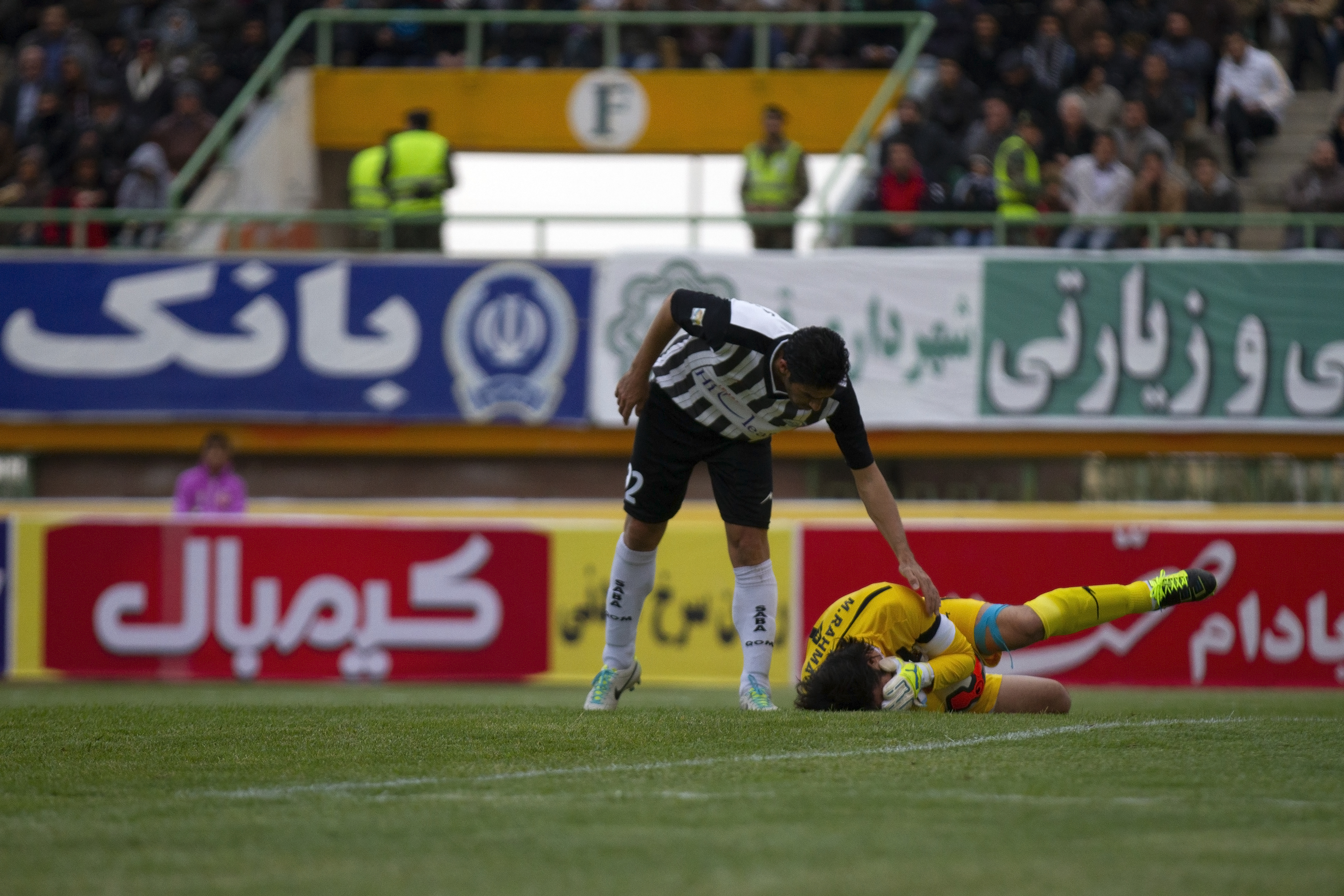
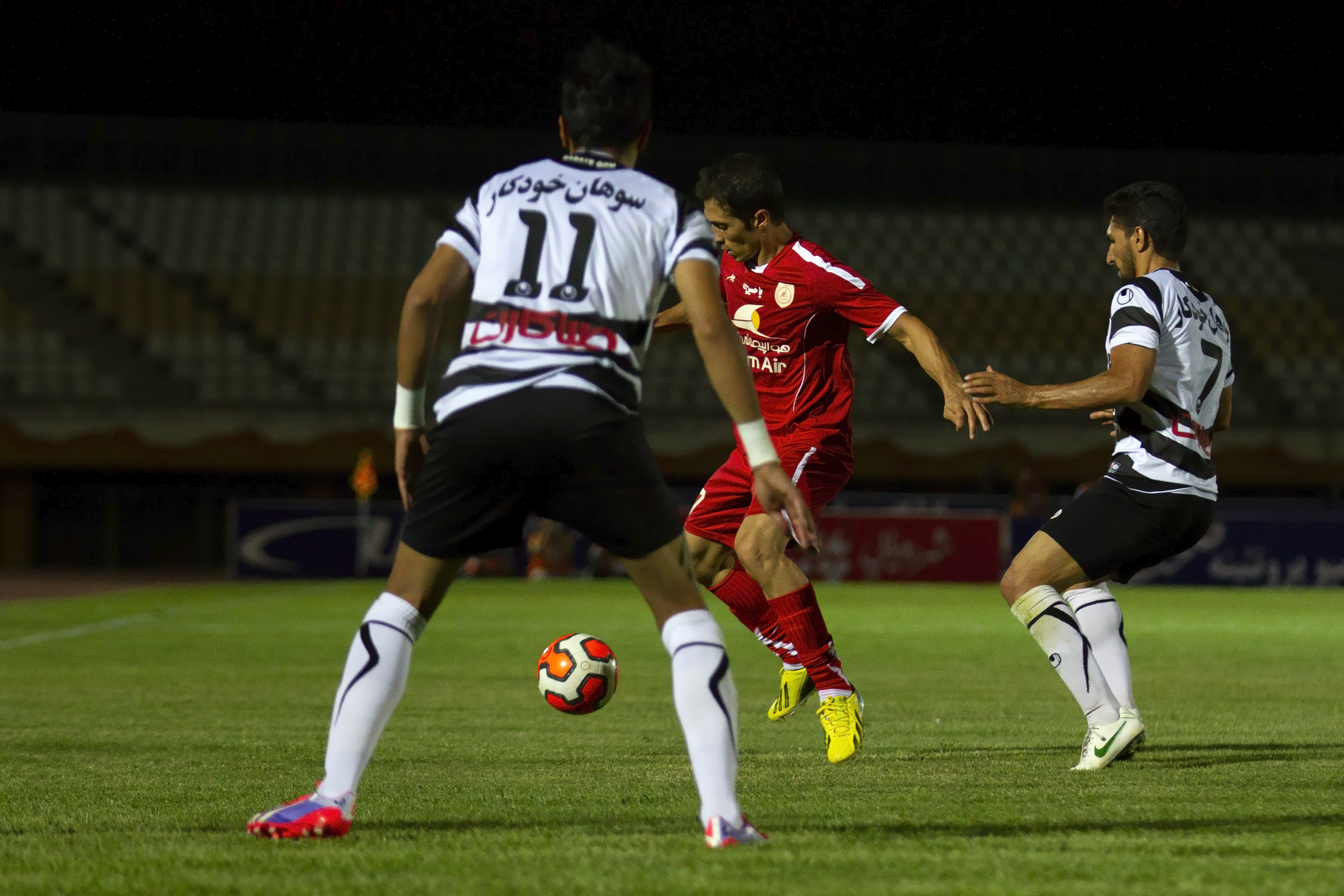
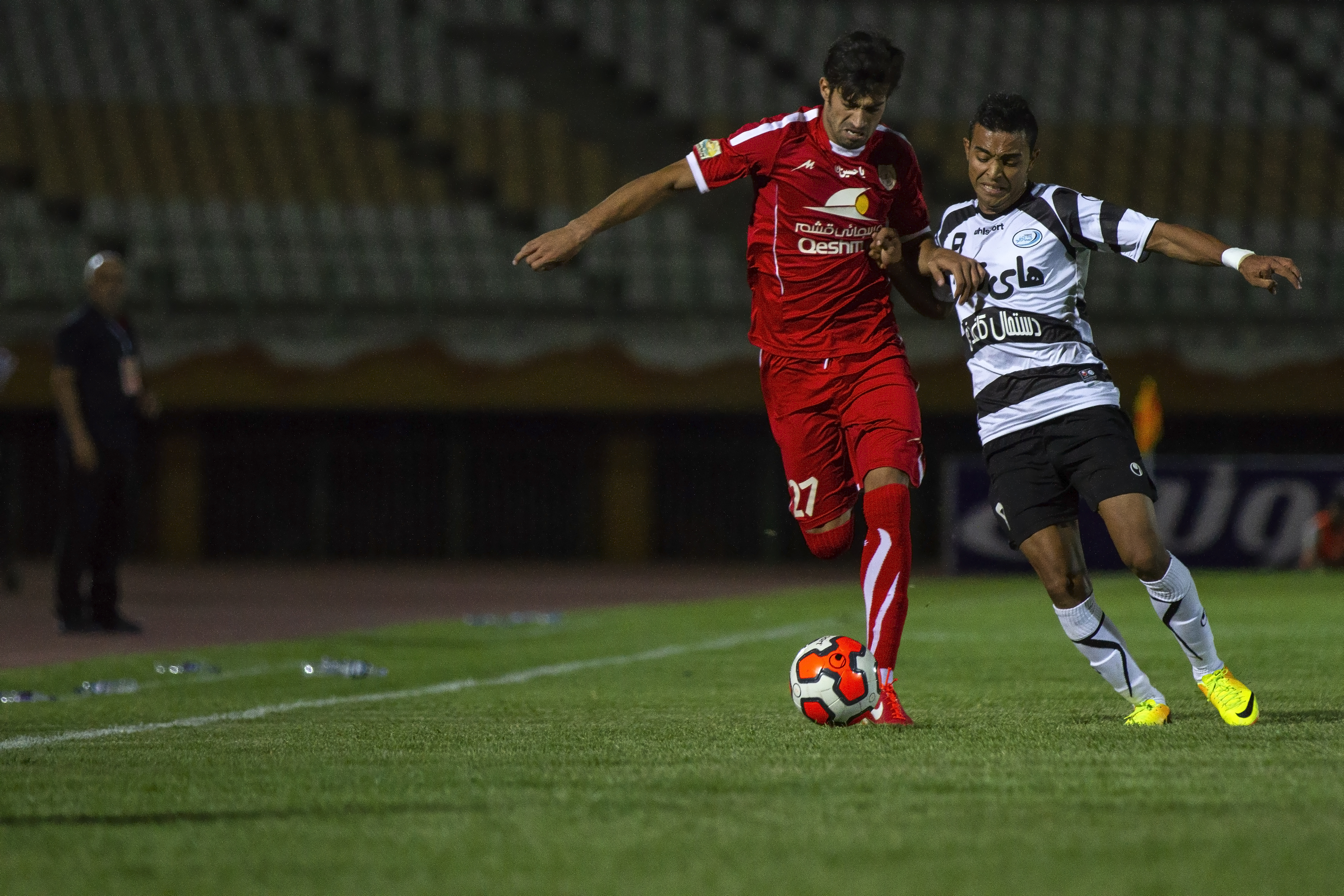